# Svenska Fattigdomens betydelse
Svenska fattigdomens betydelse är en essä av Carl Jonas Love Almqvist. Den ingår i band X av duodesupplagan av Törnrosens bok, vilken utkom 1838. Texten utgör ett försök att bestämma svenskhetens väsen, bland annat genom en analys av samhällsklasser, och leder till en karakterisering av svenskheten som att vara fattig. Detta definieras i sin tur med en ofta citerad formulering: ”Att vara fattig, det betyder att vara hänvisad på sig sjelf.”